# Autostrada A466 (Franța)
Autostrada A466 este o bretea rutieră de 4 kilometri care leagă autostrăzile A6 (la Les Chères) și A46 (la Quincieux și Ambérieux-d'Azergues) în aglomerația nordică a Lyonului.
A466 a adăugat o legătură care anterior nu exista între A6 pe direcția sud-nord și A46 pe direcția vest-est și, invers, între A46 pe direcția est-vest și A6 pe direcția nord-sud; ceea ce, în martie 2018, odată cu conectarea autostrăzii A89 la A6, finalizează realizarea axei rutiere Bordeaux - Geneva.

## Caracteristici
- 2 × 2 benzi
- 4 kilometri lungime
- 5 structuri, inclusiv traversarea căii ferate Paris - Lyon - Marsilia.

## Istoric
Declarată de utilitate publică la 15 iulie 2009, aceasta este inclusă în contractul de plan 2009-2013 și este concesionată societății APRR până în 2032.
Lucrările preliminare au fost realizate în 2012, iar construcția propriu-zisă a autostrăzii a început în 2013. Costul construcției autostrăzii A466 este de 76 milioane de euro, finanțat integral de către societatea APRR.
Racordarea autostrăzii A466 la A46 a necesitat, de asemenea, lucrări de lărgire pe 6 km ale acesteia din urmă (trecerea de la 2 × 2 benzi la 2 × 3 benzi între bifurcația A466 și nodul rutier Neuville-Trévoux), cu un cost de 41 milioane de euro, finanțat tot de către APRR. În final, costul cumulat al acestor două proiecte este de 117 milioane de euro.
Autostrada a fost inaugurată în iulie 2015, cu șase luni înainte de calendarul inițial.

## Traseu
| De la A6 la A46: secțiune cu taxă în sistem deschis, concesionată societății APRR. |                                                                                          |     |
| Intersecție                                                                        | Nod rutier între A6 și A466: Villefranche-sur-Saône, Mâcon, Paris (nod rutier parțial).  | A6  |
| A6 E70                                                                             |                                                                                          |     |
| A466 E70                                                                           |                                                                                          |     |
|                                                                                    | Trecerea din departamentul Rhône în departamentul Métropole de Lyon.                     |     |
|                                                                                    | Punctul de taxare Quincieux.                                                             |     |
| Intersecție                                                                        | Nod rutier între A46 și A466: Geneva, Chambéry, Grenoble, Marsilia (nod rutier parțial). | A46 |
| A466 E70                                                                           |                                                                                          |     |
| A46 E15 E70                                                                        |                                                                                          |     |